# オムニバスゲーム

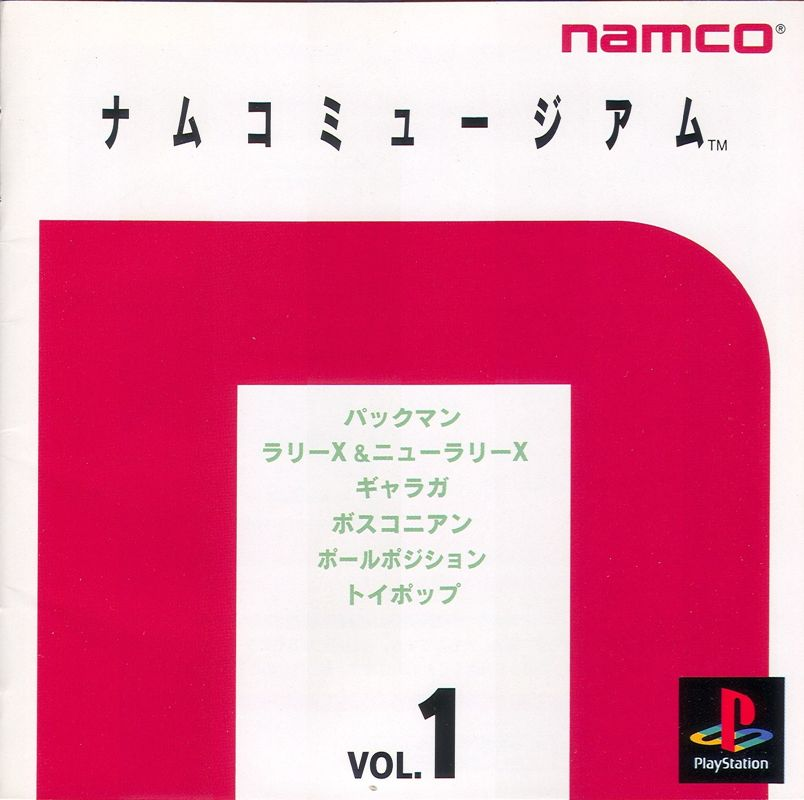
「ナムコミュージアム VOL.1」（PS）のパッケージイラスト

オムニバスゲームとは、2タイトル以上のゲームソフトを1つのパッケージに収録して販売されるゲームソフトのことである。

## 概要
旧世代のアーケードや家庭用ゲームソフト（いわゆるレトロゲーム）で発売された複数のタイトルを下記のように分類し、まとめる。その際に、オリジナルに忠実な形で移植する場合もあれば、全くの新作から開発して収録する場合もある（GUILD 01など）。また、対象のゲーム機が前世代以上に高性能化されている場合、グラフィックの強化や新システムなどを追加したリメイク版まで収録する場合もある。
ジャンル別
アクション、シューティング、RPGのようなジャンル別にまとめたもの。
キャラクター別
マリオ（任天堂）、ソニック（セガ）、パックマン（バンダイナムコゲームス）といったゲームメーカーの看板キャラクターや他社からライセンスされたキャラクター（ディズニー、週刊少年ジャンプの連載作品など）の登場するゲームをまとめたもの（タイトルにより、複数のジャンルをまたぐ場合もある）。
シリーズ別
特定のシリーズ作をまとめたもの。
その他
ジャンルやキャラクターなどによる分類を明確にしていないもの。

## オムニバスゲームの一覧
- アークシステムワークス
  - くにおくん熱血コンプリート ファミコン編
- アタリ
  - Atari Anthology（Xbox）
  - アタリミックス：ハッピー 10 ゲームズ（DS）
  - Atari 50: The Anniversary Celebration（Switch、PS4、PS5、Xbox One、Xbox Series X|S、Steam）
- アトラス
  - 旧約・女神転生（SFC）
  - 真・女神転生 デビルチルドレン 黒の書・赤の書（PS）
- SNKプレイモア（旧SNK）
  - SNKアーケードクラシックスゼロ（PSP）
- カプコン
  - ヴァンパイア ダークストーカーズコレクション（PS2）
  - カプコン クラシックス コレクション（PS、PS2、PSP）
  - カプコン ベルトアクション コレクション（Switch、PS4、Xbox One、Steam）
  - カプコン ファイティング コレクション（Switch、PS4、Xbox One、Steam）
  - 逆転裁判123 成歩堂セレクション（3DS）
  - ロックマン クラシックス コレクション（3DS、PS4、PC、Xbox One、Switch）
  - ロックマン クラシックス コレクション2（PS4、Xbox One、Steam、Switch）
  - ロックマンX アニバーサリー コレクション（Switch、PS4、Xbox One、Steam）
  - ロックマンX アニバーサリー コレクション2（Switch、PS4、Xbox One、Steam）
  - ロックマンゼロコレクション（DS）
  - ロックマン ゼロ&ゼクス ダブルヒーローコレクション（Switch、PS4、Xbox One、Steam）
  - ロックマンエグゼ アドバンスドコレクション（Switch、PS4、Steam）
- ガンホー・オンライン・エンターテイメント
  - グランディア HDコレクション（Switch）
- コーエーテクモゲームス（旧コーエー、旧テクモ）
  - テクモクラシックアーケード（Xbox）
- コナミデジタルエンタテインメント（旧コナミ）
  - アニバーサリーコレクション
  - コナミゲームコレクション（MSX、MSX2）
  - コナミアーケードゲームコレクション
  - コナミ80'sアーケードギャラリー
  - コナミ アーケード コレクション
  - パワプロクンポケット1・2
- サクセス
  - ゲーセンUSA ミッドウェイアーケードトレジャーズ（PS2）
- スクウェア・エニックス（旧スクウェア、旧エニックス）
  - キングダム ハーツ HD 1.5 リミックス（PS3）
  - キングダム ハーツ HD 2.5 リミックス（PS3）
  - キングダム ハーツ HD 2.8 ファイナル チャプター プロローグ（PS4、Xbox One、PC）
  - キングダム ハーツ HD 1.5+2.5 リミックス（PS4、Xbox One、PC）
  - Sa・Ga COLLECTION（Switch）
  - 聖剣伝説コレクション（Switch）
  - チョコボコレクション（PS）
  - ドラゴンクエストI・II（SFC、GBC）
  - ドラゴンクエスト25周年記念 ファミコン&スーパーファミコン ドラゴンクエストI・II・III（Wii）
  - ドラゴンクエストモンスターズ1・2 星降りの勇者と牧場の仲間たち（PS）
  - ファイナルファンタジーI・II（FC、GBA）
  - ファイナルファンタジーコレクション（PS）
  - フロントミッション ヒストリー（PS）
- セガ
  - ゲームのかんづめ（メガCD）
  - セガ3D復刻アーカイブス（3DS）
  - セガエイジス2500シリーズ（PS2）
  - ソニック ジェムズ コレクション（PS2）
  - ソニック ジャム（セガサターン）
  - ソニック メガコレクション（GC）
- タイトー
  - タイトーメモリーズ（PS2）
  - タイトーメモリーズポケット（PSP）
  - ダライアス コズミックコレクション（PS4、Switch、Steam）
  - タイトーマイルストーン（Switch）
- チュンソフト（現スパイク・チュンソフト）
  - かまいたちの夜×3 三日月島事件の真相（PS2）
- 日本物産
  - ニチブツアーケードクラシックス（SFC、PS）
- 任天堂
  - ゲームボーイギャラリー（GB、3DS[1]）
  - スーパーマリオコレクション（SFC、Wii）
  - NINTENDOパズルコレクション（GC）
  - ゼルダコレクション（GC）
  - 星のカービィ 20周年スペシャルコレクション（Wii）
  - スーパーマリオ 3Dコレクション（Switch）
  - Nintendo Switch Onlineシリーズ（Switch）
    - ファミリーコンピュータ Nintendo Switch Online
    - スーパーファミコン Nintendo Switch Online
    - ゲームボーイ Nintendo Switch Online
    - セガ メガドライブ for Nintendo Switch Online
    - NINTENDO 64 Nintendo Switch Online
    - ゲームボーイアドバンス Nintendo Switch Online
- ハドソン（現在はKDEと合併）
  - ボンバーマンコレクション（GB）
  - 桃太郎コレクション（GB）
  - 原人コレクション（GB）
  - ボンバーマンコレクション（Windows）
  - ハドソンベストコレクション（GBA）
  - PC Engine Best Collection（PSP）
- バンダイナムコエンターテインメント（旧バンダイナムコゲームス、バンダイ、バンプレスト、旧ナムコ）
  - 機動戦士ガンダム サイドストーリーズ（PS3）
  - スーパーロボット大戦コンプリートボックス（PS）
  - ナムコアンソロジー（PS）
  - ナムコギャラリー（GB）
  - ナムコミュージアム（PS、PS2、PS3、PSP、GBA、DS、Wii、Xbox 360）
  - ナムコレクション（PS2）
  - パックマンコレクション（GBA）
  - バンダイナムコゲームスPRESENTS Jレジェンド列伝（3DS）
- マイルストーン
  - マイルストーンシューティングコレクション2（Wii）
- レベルファイブ
  - GUILD 01（3DS）
  - イナズマイレブン1・2・3!! 円堂守伝説（3DS）
- マイクロソフト
  - Rare Replay（Xbox One）